# Finsko na letních olympijských hrách
Finsko na letních olympijských hrách startuje od roku 1908. Toto je přehled účastí, medailového zisku a vlajkonošů na dané sportovní události.

## Přehled účastí
| Dějiště LOH            | LOH      | Vlajkonoš/Vlajkonoši                        | Zlatá medaile | Stříbrná medaile | Bronzová medaile | Celkem |
| ---------------------- | -------- | ------------------------------------------- | ------------- | ---------------- | ---------------- | ------ |
| 1908 Londýn            | LOH 1908 | Bruno Zilliacusem                           | 1             | 1                | 3                | 5      |
| 1912 Stockholm         | LOH 1912 | Eino Saastamoinen                           | 9             | 8                | 9                | 26     |
| 1920 Antverpy          | LOH 1920 | Emil Hagelberg                              | 15            | 10               | 9                | 34     |
| 1924 Paříž             | LOH 1924 | Elmer Niklander                             | 14            | 13               | 10               | 37     |
| 1928 Amsterdam         | LOH 1928 | Akilles Järvinen                            | 8             | 8                | 9                | 25     |
| 1932 Los Angeles       | LOH 1932 | Akilles Järvinen                            | 5             | 8                | 12               | 25     |
| 1936 Německo           | LOH 1936 | Akilles Järvinen                            | 8             | 6                | 6                | 20     |
| 1948 Londýn            | LOH 1948 | Hannes Sonck                                | 10            | 8                | 6                | 24     |
| 1952 Helsinky          | LOH 1952 | Väino Suvivuo                               | 6             | 3                | 13               | 22     |
| 1956 Melbourne         | LOH 1956 | Eeles Landström                             | 3             | 1                | 11               | 15     |
| 1960 Řím               | LOH 1960 | Eeles Landström                             | 1             | 1                | 3                | 5      |
| 1964 Tokio             | LOH 1964 | Eugen Ekman                                 | 3             | –                | 2                | 5      |
| 1968 Ciudad de México  | LOH 1968 | Pentti Linnosvuo                            | 1             | 2                | 1                | 4      |
| 1972 Mnichov           | LOH 1972 | Ilkka Nummisto                              | 3             | 1                | 4                | 8      |
| 1976 Montréal          | LOH 1976 | Lasse Virén                                 | 4             | 2                | –                | 6      |
| 1980 Moskva            | LOH 1980 | Peter Tallberg                              | 3             | 1                | 4                | 8      |
| 1984 Los Angeles       | LOH 1984 | Esko Rechardt                               | 4             | 2                | 6                | 12     |
| 1988 Soul              | LOH 1988 | Jouko Salomäki                              | 1             | 1                | 2                | 4      |
| 1992 Barcelona         | LOH 1992 | Harri Koskela                               | 1             | 2                | 2                | 5      |
| 1996 Atlanta           | LOH 1996 | Mikko Kolehmainen                           | 1             | 2                | 1                | 4      |
| 2000 Sydney            | LOH 2000 | Olli-Pekka Karjalainen                      | 2             | 1                | 1                | 4      |
| 2004 Athény            | LOH 2004 | Thomas Johanson                             | –             | 2                | –                | 2      |
| 2008 Peking            | LOH 2008 | Juha Hirvi                                  | 1             | 1                | 2                | 4      |
| 2012 Londýn            | LOH 2012 | Hanna-Maria Seppala                         | –             | 1                | 2                | 3      |
| 2016 Rio de Janeiro    | LOH 2016 | Tuuli Petäjä-Sirén                          | –             | –                | 1                | 1      |
| 2020 Tokio             | LOH 2020 | Satu Mäkelová-Nummelová Ari-Pekka Liukkonen | –             | –                | 2                | 2      |
| 2024 Paříž             | LOH 2024 | Eetu Kallioinen Sinem Kurtbay               | –             | –                | –                | 0      |
| Celkem                 | 27       |                                             | 101           | 85               | 119              | 305    |
| Zdroj na Olympedia.org |          |                                             |               |                  |                  |        |